# Ida Storm
Ida Storm, född den 11 oktober 1991, är en svensk friidrottare (släggkastning, viktkastning). Hon tävlar för Malmö AI.

## Karriär
2011 deltog Ida Storm vid U23-EM i Ostravs men slogs ut i släggkvalet med 59,60.
Hon deltog vid U23-EM i Tammerfors men slogs ut i slägga efter att ha kastat 60,84.
Vid EM i Zürich 2014 deltog Storm, men blev utslagen i kvalet med 60,82.
Ida Storm blev uttagen till VM 2017 i London men slogs ut i kvalet med 67,39 m (70,33 räckte till finalplats). 2019 tilldelades hon Stora grabbars och tjejers märke.

## Personliga rekord
| Utomhus - Kula – 13,05 (Los Angeles, Kalifornien USA 30 april 2011) - Diskus – 42,87 (Los Angeles, Kalifornien USA 29 april 2012) - Slägga – 71,52 (Fränkisch-Crumbach 4 juni 2017) | Inomhus - Kula – 12,64 (Malmö, Sverige 27 februari 2016) - Viktkastning – 23,73 (Malmö, Sverige 15 februari 2017) - Viktkastning 9,08 kg – 23,72 (Gävle, Sverige 18 februari 2018) |

### Fotnoter
1. ↑  ”Karensövergångar 2008”. friidrott.se. 15 oktober 2008. Arkiverad från originalet den 10 oktober 2017. https://web.archive.org/web/20171010211853/http://www.friidrott.se/forbundsinfo/overgangar/karens08.aspx. Läst 27 november 2016.
2. ↑  ”Tävlingsårsskiftesövergångar 15 november 2011”. friidrott.se. 20 oktober 2011. Arkiverad från originalet den 16 november 2016. https://web.archive.org/web/20161116014915/http://www.friidrott.se/forbundsinfo/overgangar/arsskifte1112.aspx. Läst 27 november 2016.
3. ↑  ”Tävlingsårsskiftesövergångar 15 november 2016”. friidrott.se. 25 oktober 2016. Arkiverad från originalet den 29 september 2017. https://web.archive.org/web/20170929132950/http://www.friidrott.se/forbundsinfo/overgangar/arsskifte1617.aspx. Läst 27 november 2016.
4. ↑  ”Stora SM 2013, dag 3”. trackandfield.se. Arkiverad från originalet den 3 september 2013. https://web.archive.org/web/20130903075045/http://www.trackandfield.se/resultat/2013/130831.htm. Läst 2 september 2013.
5. ↑  ”Stora SM 2014, dag 3” (htm). trackandfield.se. http://www.trackandfield.se/resultat/2014/140803.htm. Läst 21 oktober 2014.
6. ↑  ”Stora SM 2015, dag 2”. trackandfield.se. http://www.trackandfield.se/resultat/2015/150808.htm. Läst 31 oktober 2015.
7. ↑  ”Stora SM 2016”. Arkiverad från originalet den 23 augusti 2017. https://web.archive.org/web/20170823210252/http://212.247.216.72/friidrott/sm16/Resultat.php. Läst 1 november 2016.
8. ↑  ”Stora SM 2017”. http://www.trackandfield.se/resultat/2017/170825_27.htm. Läst 1 oktober 2017.
9. ↑  ”Stora SM 2018”. http://www.trackandfield.se/resultat/2018/180824.htm. Läst 5 september 2018.
10. ↑  ”Friidrotts-SM 2019 Karlstad”. Arkiverad från originalet den 2 september 2019. https://web.archive.org/web/20190902083413/http://212.247.216.72/friidrott/sm19/result_t.php. Läst 17 september 2019.
11. ↑  ”Resultat: Friidrotts-SM, Uppsala 14‐16.8.20”. friidrottsstatistik.se. https://www.friidrottsstatistik.se/resultsswe.php?CID=12968582&Season=2020. Läst 1 september 2020.
12. ↑  ”Stora inne-SM 2016, resultat”. livetiming.se. Arkiverad från originalet den 24 juni 2016. https://web.archive.org/web/20160624013514/http://livetiming.se/track/ism16/. Läst 26 maj 2016.
13. ↑  ”ISM i friidrott - Växjö 25-26 februari 2017”. telekonsultarena.se. Arkiverad från originalet den 3 september 2017. https://web.archive.org/web/20170903123052/http://telekonsultarena.se/resultat/ISM17/Resultat.php. Läst 7 mars 2017.
14. ↑  ”ISM 2018 2018-02-27”. primawebb.se. Arkiverad från originalet den 28 februari 2018. https://web.archive.org/web/20180228042650/http://primawebb.se/giffri/ism2018/Results_Total.html. Läst 27 februari 2018.
15. ↑  ”Inomhus-SM 2019”. liveresults.se. https://liveresults.se/competition/inomhus-sm-2019?tab=results. Läst 17 februari 2019.
16. ↑  ”ISM 2020 Växjö 22-23 februari”. telekonsultarena.se. https://telekonsultarena.se/resultat/ISM20/Resultat.php. Läst 29 februari 2020.
17. ↑  ”Resultat: Inomhus-SM, Malmö/A 19‐21.2.21 Inne”. friidrottsstatistik.se. https://www.friidrottsstatistik.se/resultsswe.php?CID=12976657&Season=2021. Läst 23 juli 2021.
18. 1 2 3 4 5 6  ”Personsida hos IAAF” (på engelska). iaaf.org. https://www.iaaf.org/athletes/sweden/ida-storm-244362. Läst 11 oktober 2019.
19. ↑  ”European Athletics U23 Championships - Ostrava 2011” (på engelska). european-athletics.org. http://www.european-athletics.org/competitions/european-athletics-u23-championships/history/year=2011/results/index.html. Läst 19 oktober 2017.
20. ↑  ”European Athletics U23 Championships - Tampere 2013”. european-athletics.org. http://www.european-athletics.org/competitions/european-athletics-u23-championships/history/year=2013/results/index.html#. Läst 17 oktober 2017.
21. ↑  ”European Athletics Championships - Zürich 2014” (på engelska). european-athletics.org. http://www.european-athletics.org/competitions/european-athletics-championships/history/year=2014/results/index.html. Läst 29 mars 2017.
22. ↑  ”Hammer Throw Women IAAF World Championships London 2017 (Olympic Stadium), Great Britain & N.I. 04 Aug 2017 - 13 Aug 2017” (på engelska). iaaf.org. https://www.iaaf.org/results/iaaf-world-championships-in-athletics/2017/iaaf-world-championships-london-2017-5151/women/hammer-throw/qualification/result. Läst 15 mars 2019.
23. ↑  Hedman, Jonas; Thor, Hillevi (5 augusti 2017). ”VM2: Inget avancemang för Ida och Marinda”. friidrott.se. Arkiverad från originalet den 16 mars 2023. https://web.archive.org/web/20230316023624/https://arkiv.friidrott.se/nyheter.aspx?id=21250. Läst 15 mars 2019.
24. ↑  ”Stora Grabbar & Tjejer”. friidrott.se. Arkiverad från originalet den 3 november 2020. https://web.archive.org/web/20201103212141/https://www.friidrott.se/historik/storagrabbar.aspx. Läst 29 mars 2020.
25. 1 2  ”Personsida på European Athletics' webbplats” (på engelska). european-athletics.org. http://www.european-athletics.org/athletes/group=s/athlete=128495-storm-ida/index.html. Läst 11 oktober 2019.